# Copa América CAF7 2019
Copa América CAF7 2019 bylo 3. ročníkem Copa América CAF7 a konalo se v argentinském měste Córdoba v období od 28. listopadu do 1. prosince 2019. Účastnilo se ho 8 týmů, které byly rozděleny do 2 skupin po 4 týmech. Ze skupiny pak postoupily do vyřazovací fáze první a druhý celek. Vyřazovací fáze zahrnovala 4 zápasy. Na turnaj byli pozváni mimo jiné reprezentanti Izraele. Ve finále zvítězili reprezentanti Kolumbie, kteří porazili výběr Argentiny 5:1.

## Stadion
Turnaj se hrál na jednom stadionu v jednom hostitelském městě: Estadio Mario Alberto Kempes (Córdoba).
| Estadio Mario Alberto Kempes |
| Kapacita: 1 000              |
| Córdoba                      |

## Skupinová fáze
| Vysvětlivky                     |
| ------------------------------- |
| Tým postupující do semifinále   |
| Vítěz zápasu je tučně zvýrazněn |

#### Skupina A
| Tým      | Z | V | R | P | VG | IG | +/− | B |
| -------- | - | - | - | - | -- | -- | --- | - |
| Brazílie | 3 | 2 | 1 | 0 | 8  | 1  | +7  | 7 |
| Kolumbie | 3 | 2 | 1 | 0 | 9  | 3  | +6  | 7 |
| Izrael   | 3 | 0 | 1 | 2 | 3  | 7  | −4  | 1 |
| Uruguay  | 3 | 0 | 1 | 2 | 3  | 12 | −9  | 1 |

| 29. listopadu 2019 11:00 |       |         |                                       |
| Kolumbie                 | 6 : 1 | Uruguay | Estadio Mario Alberto Kempes, Córdoba |
|                          |       |         | Estadio Mario Alberto Kempes, Córdoba |

| 29. listopadu 2019 13:00 |       |          |                                       |
| Izrael                   | 0 : 3 | Brazílie | Estadio Mario Alberto Kempes, Córdoba |
|                          |       |          | Estadio Mario Alberto Kempes, Córdoba |

| 29. listopadu 2019 18:00 |       |          |                                       |
| Izrael                   | 1 : 2 | Kolumbie | Estadio Mario Alberto Kempes, Córdoba |
|                          |       |          | Estadio Mario Alberto Kempes, Córdoba |

| 29. listopadu 2019 19:00 |       |         |                                       |
| Brazílie                 | 4 : 0 | Uruguay | Estadio Mario Alberto Kempes, Córdoba |
|                          |       |         | Estadio Mario Alberto Kempes, Córdoba |

| 30. listopadu 2019 10:00 |       |         |                                       |
| Izrael                   | 2 : 2 | Uruguay | Estadio Mario Alberto Kempes, Córdoba |
|                          |       |         | Estadio Mario Alberto Kempes, Córdoba |

| 30. listopadu 2019 13:00 |       |          |                                       |
| Brazílie                 | 1 : 1 | Kolumbie | Estadio Mario Alberto Kempes, Córdoba |
|                          |       |          | Estadio Mario Alberto Kempes, Córdoba |

#### Skupina B
| Tým       | Z | V | R | P | VG | IG | +/− | B |
| --------- | - | - | - | - | -- | -- | --- | - |
| Mexiko    | 3 | 2 | 1 | 0 | 13 | 4  | +9  | 7 |
| Argentina | 3 | 2 | 1 | 0 | 9  | 3  | +6  | 7 |
| Paraguay  | 3 | 1 | 0 | 2 | 2  | 13 | −11 | 3 |
| Chile     | 3 | 0 | 0 | 3 | 2  | 6  | −4  | 0 |

| 29. listopadu 2019 14:00 |       |       |                                       |
| Paraguay                 | 1 : 0 | Chile | Estadio Mario Alberto Kempes, Córdoba |
|                          |       |       | Estadio Mario Alberto Kempes, Córdoba |

| 29. listopadu 2019 16:00 |       |        |                                       |
| Argentina                | 2 : 2 | Mexiko | Estadio Mario Alberto Kempes, Córdoba |
|                          |       |        | Estadio Mario Alberto Kempes, Córdoba |

| 29. listopadu 2019 20:00 |       |       |                                       |
| Mexiko                   | 2 : 1 | Chile | Estadio Mario Alberto Kempes, Córdoba |
|                          |       |       | Estadio Mario Alberto Kempes, Córdoba |

| 29. listopadu 2019 21:00 |       |          |                                       |
| Argentina                | 4 : 0 | Paraguay | Estadio Mario Alberto Kempes, Córdoba |
|                          |       |          | Estadio Mario Alberto Kempes, Córdoba |

| 30. listopadu 2019 12:00 |       |           |                                       |
| Chile                    | 1 : 3 | Argentina | Estadio Mario Alberto Kempes, Córdoba |
|                          |       |           | Estadio Mario Alberto Kempes, Córdoba |

| 30. listopad 2019 14:00 |       |          |                                       |
| Mexiko                  | 9 : 1 | Paraguay | Estadio Mario Alberto Kempes, Córdoba |
|                         |       |          | Estadio Mario Alberto Kempes, Córdoba |

## Vyřazovací fáze
|  | Semifinále | Semifinále       | Semifinále |  |  | Finále      | Finále      | Finále      |
|  |            |                  |            |  |  |             |             |             |
|  |            | Kolumbie         | 1          |  |  |             |             |             |
|  |            | Mexiko           | 0          |  |  |             |             |             |
|  |            |                  |            |  |  |             | Argentina   | 1           |
|  |            |                  |            |  |  |             | Kolumbie    | 5           |
|  |            | Argentina (pen.) | 2 (2)      |  |  |             |             |             |
|  |            | Brazílie         | 2 (1)      |  |  | Třetí místo | Třetí místo | Třetí místo |
|  |            |                  |            |  |  |             | Brazílie    | 4           |
|  |            |                  |            |  |  |             | Mexiko      | 5           |

#### Semifinále
| 30. listopadu 2019 18:00 |       |        |                                       |
| Kolumbie                 | 1 : 0 | Mexiko | Estadio Mario Alberto Kempes, Córdoba |
|                          |       |        | Estadio Mario Alberto Kempes, Córdoba |

| 30. listopadu 2019 19:00 |                  |          |                                       |
| Argentina                | 2 : 2 2 : 1 pen. | Brazílie | Estadio Mario Alberto Kempes, Córdoba |
|                          |                  |          | Estadio Mario Alberto Kempes, Córdoba |

#### O 3. místo
| 1. prosince 2019 |       |        |                                       |
| Brazílie         | 4 : 5 | Mexiko | Estadio Mario Alberto Kempes, Córdoba |
|                  |       |        | Estadio Mario Alberto Kempes, Córdoba |

#### Finále
| 1. prosince 2019 |       |          |                                       |
| Argentina        | 1 : 5 | Kolumbie | Estadio Mario Alberto Kempes, Córdoba |
|                  |       |          | Estadio Mario Alberto Kempes, Córdoba |